# Il Telegrafo
Il Telegrafo è un giornale on-line edito a Livorno. Fondato come quotidiano nel 1877, nel 1977 è stato sostituito dal quotidiano Il Tirreno, per poi tornare in edicola dall'8 luglio 2017 al posto dell'edizione locale de La Nazione e trasformarsi in un giornale online nel 2019, abbandonando la versione cartacea.
Insieme alla Nazione di Firenze, Il Resto del Carlino di Bologna, e Il Giorno di Milano, fa parte della rete che porta il nome di QN Quotidiano Nazionale ed è pubblicato dalla Editoriale Nazionale s.r.l. (gruppo Monrif).

## Storia

### LaGazzetta Livornese

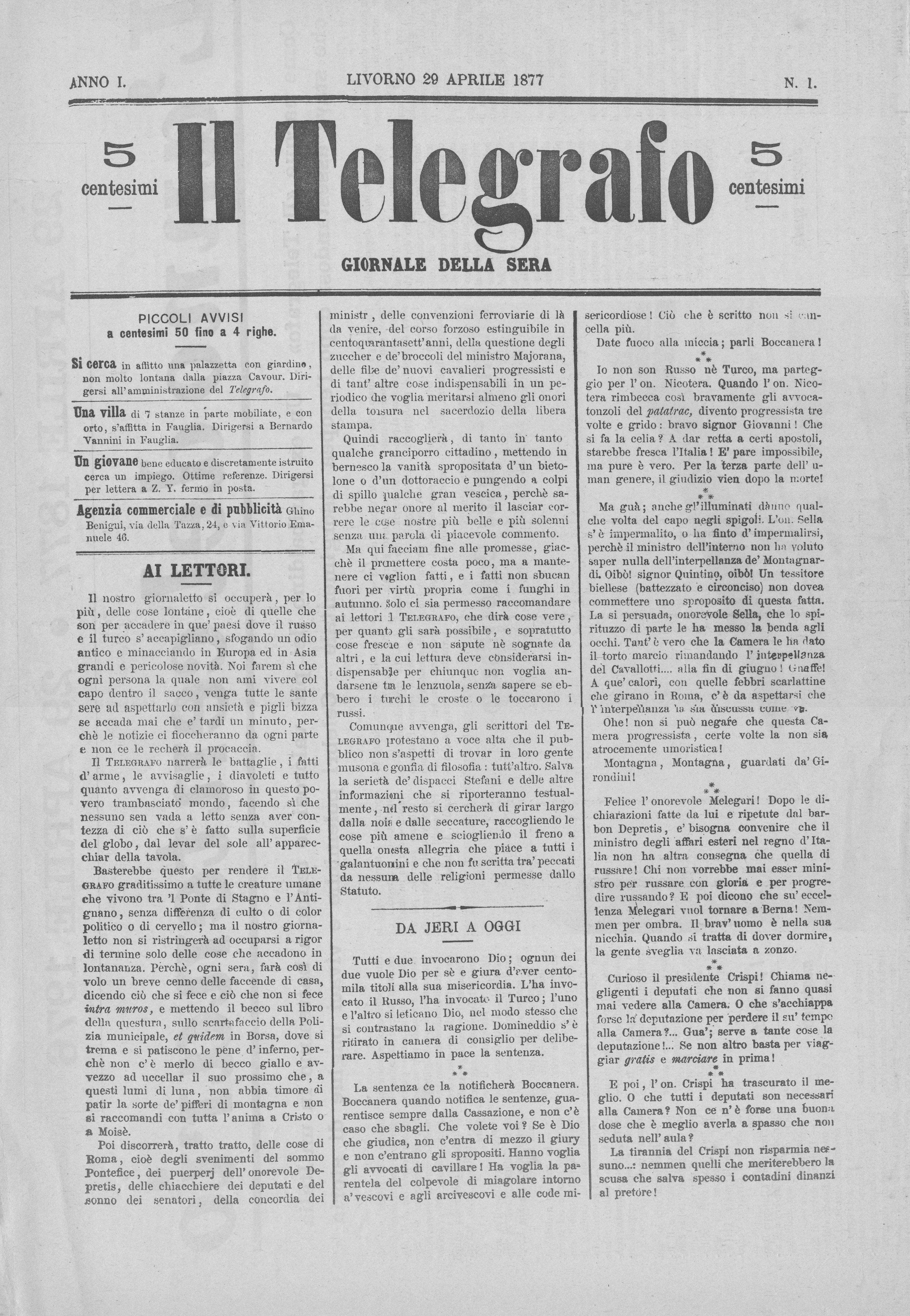
Prima pagina del primo numero del Telegrafo

Subito dopo l'Unità d'Italia, 168 "amici politici" livornesi capitanati dal cav. Chiellini e dall'avv. Mostardi Fioretti sentirono la necessità di fondare un nuovo quotidiano, che si facesse portavoce di una linea moderata, per contrastare da un lato i "nostalgici" del Granducato di Toscana e dall'altro i mazziniani più radicali. Nacque così la Gazzetta Livornese, la cui direzione venne affidata al fervente garibaldino Giuseppe Bandi. Il quotidiano usciva al mattino ed era composto di un singolo foglio, con gli articoli disposti su 5 colonne. A testimonianza della linea editoriale della nuova testata, il direttore si presentò così in un articolo:
(Giuseppe Bandi)
La direzione del Bandi venne subito attaccata da molti benpensanti livornesi dell'epoca, che lo accusarono anche di "eccessive spese di gestione". Per tutta risposta il direttore si sobbarcò le spese del giornale, diventandone il padrone e provvedendo personalmente al pagamento, tramite cambiali, dell'impianto tipografico.

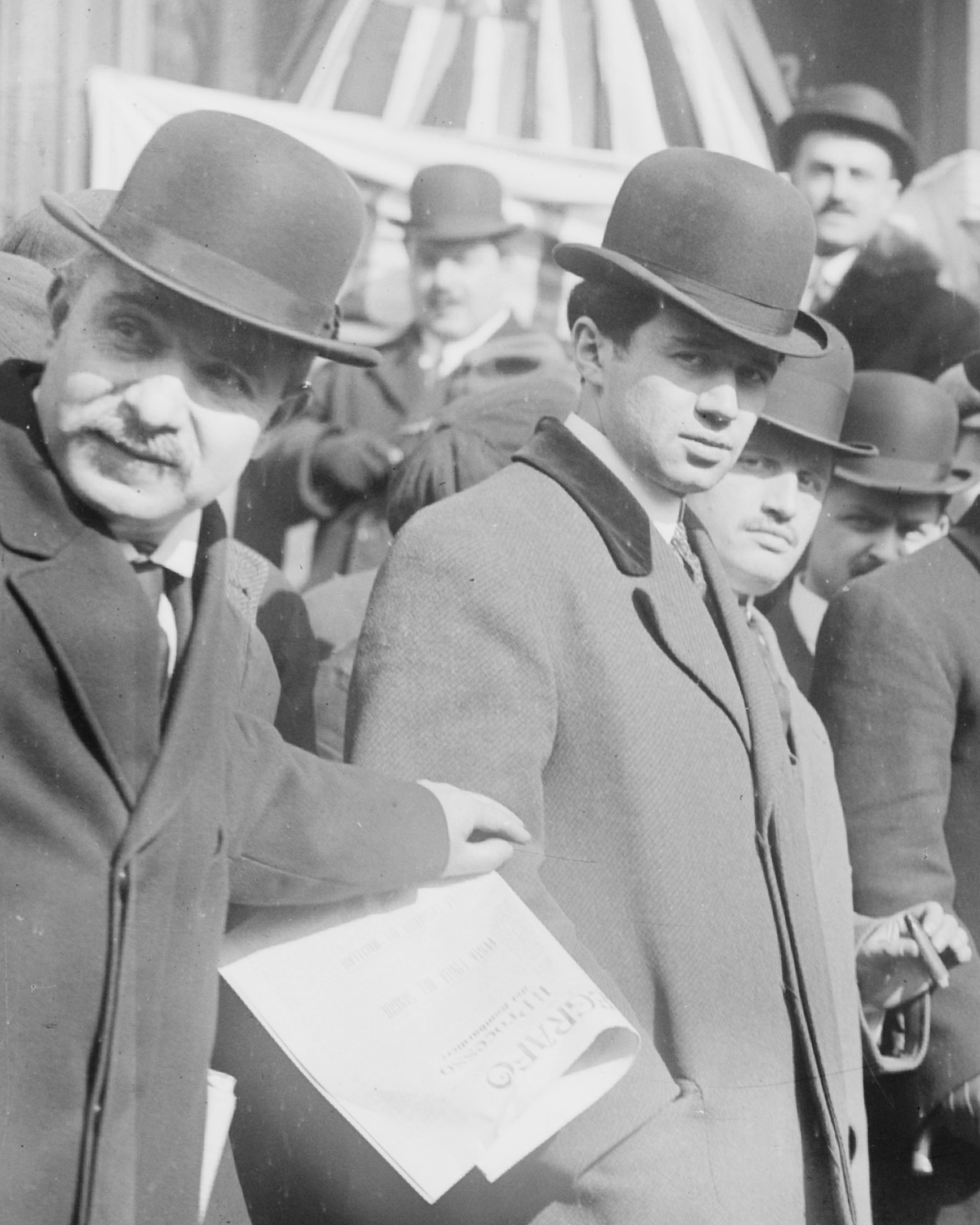
Il Telegrafo, San Francisco, California, 1910s

### La nascita deIl Telegrafo

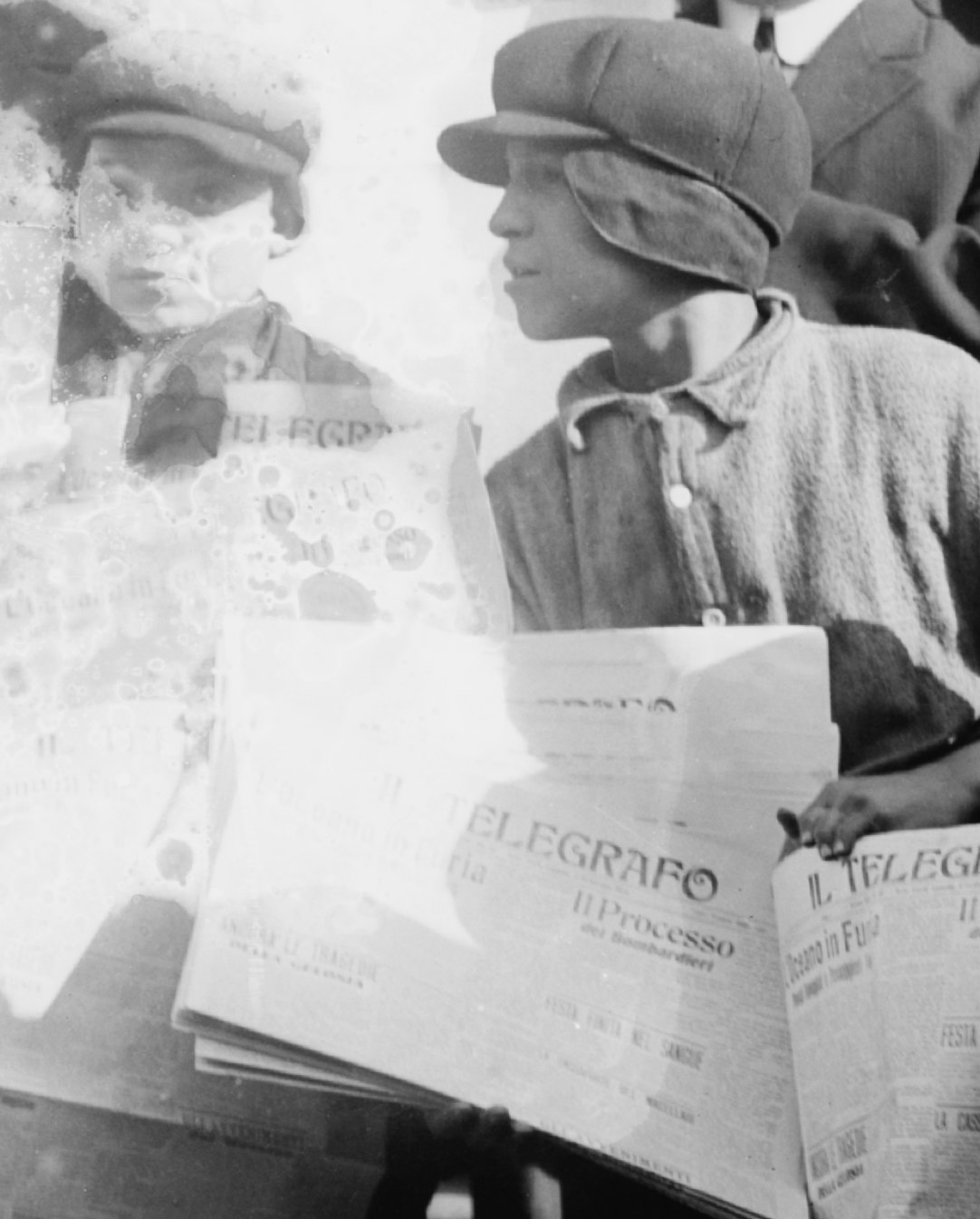
Il Telegrafo, San Francisco, California, 1910s

In occasione dello scoppio della guerra russo-turca nel 1877, Giuseppe Bandi riunì la redazione con l'idea di realizzare una sorta di "bollettino di guerra" pomeridiano. Il nome della nuova testata fu scelto dal capo-tipografia Fabbreschi: Il Telegrafo, a memoria del fatto che Livorno fu la prima città italiana a dotarsi di linea telegrafica, nel 1847. Il nuovo quotidiano mandò alle stampe la sua prima copia il 29 aprile di quell'anno, con propositi ben chiari che esulavano dal mero racconto delle vicende della guerra in atto:
Il primo "scandalo" degno di nota avvenne in occasione del ritrovamento, nella zona di San Jacopo, dei corpi di otto livornesi fucilati dagli austriaci nel 1849. Il giornale si fece portavoce di un'iniziativa popolare volta all'esumazione delle salme e alla celebrazione di un funerale solenne:
L'articolo suscitò molte preoccupazioni nelle autorità cittadine e nazionali, con il direttore Bandi convocato dal Prefetto cittadino e dal Ministro dell'Interno Giovanni Nicotera. Il timore di turbare le relazioni diplomatiche con lo Stato asburgico, espresso dall'ambasciatore austriaco, non convinsero comunque il livornese a moderare i toni; alla fine, Giuseppe Bandi promise di coordinare i funerali delle vittime dell'eccidio invitando i concittadini a non creare disordini pubblici, come effettivamente accadde.
Giuseppe Bandi diresse il giornale fino al 1894, quando fu assassinato dall'anarchico Oreste Lucchesi.

### XX secolo
Durante il fascismo, Il Telegrafo divenne di proprietà della famiglia di Costanzo Ciano e fu diretto, dal 1937 al 1943, da Giovanni Ansaldo.
Come direttore de Il Telegrafo Ansaldo si distinse per una campagna tesa ad accreditare la morte dei fratelli Rosselli, avvenuta per mano di due sicari fascisti a Bagnoles-de-l'Orne nel giugno del 1937, come un fatto interno alle fazioni del fronte antifascista. Mentre il probabile mandante del duplice omicidio era Galeazzo Ciano figlio del proprietario del suo giornale.
Dopo la liberazione di Firenze Il Telegrafo fu chiuso per i suoi trascorsi con la Repubblica Sociale Italiana. Il 28 gennaio 1945 fu sostituito da Il Tirreno, giornale di orientamento progressista. Queste le parole scritte da Athos Gastone Banti per presentare il nuovo quotidiano:
Nel 1961 riprese la denominazione Il Telegrafo e nel 1969 divenne proprietà del gruppo editoriale di Attilio Monti, la Poligrafici Editoriale, fino al 1977, quando in seguito alla cessione della testata tornò ad essere Il Tirreno.
Nel giugno del 1988 riprende le pubblicazioni, sotto la direzione di Andrea Franchini, per chiudere dopo appena un anno.

### XXI secolo
La testata torna ancora in edicola l'8 luglio 2017, in sostituzione dell'edizione livornese de La Nazione, su iniziativa del direttore Francesco Carrassi. Il 1º luglio 2019 Il Telegrafo sospende le pubblicazioni cartacee, a causa delle poche copie vendute e degli scarsi ricavi pubblicitari, mantenendo però attiva l'edizione online.

## Diffusione
| Anno | Diffusione digitale | Diffusione cartacea | Totale diffusione (cartacea + digitale) | Tiratura |
| ---- | ------------------- | ------------------- | --------------------------------------- | -------- |
| 2019 | 0                   | 1 069               | 1 069                                   | 2 313    |
| 2018 | 0                   | 1 414               | 1 414                                   | 2 912    |
| 2017 | 0                   | 1 547               | 1 547                                   | 5 185    |